# محوطه دوش
محوطه دوش مربوط به دوران‌های تاریخی پس از اسلام است و در شهرستان بناب، بخش مرکزی، روستای دوش واقع شده و این اثر در تاریخ ۱۱ مرداد ۱۳۸۴ با شمارهٔ ثبت ۱۲۶۲۳ به‌عنوان یکی از آثار ملی ایران به ثبت رسیده است.